# Alfi Avit
Alfi Avit (en llatí Alphius Avitus) va ser un poeta romà que va florir sota els emperadors August i Tiberi.
Podria ser la mateixa persona que Alfi Flau (Alfius Flavus), deixeble de Cesti (Cestius) i contemporani de Sèneca. I també el mateix que cita Plini amb el nom de Flavi Alfi, i diu que va escriure una història sobre els dofins. Vossius diu que segurament el seu nom havia de ser Flavus Alfius Avitus, però és incert.
Terencià Maure diu que va escriure una obra sobre personatges il·lustres en dímetres iàmbics, en diversos llibres. Priscià de Cesarea cita vuit línies del llibre segon d'aquesta obra.